# Krzeszkowice
Krzeszkowice – wieś w Polsce położona w województwie wielkopolskim, w powiecie szamotulskim, w gminie Szamotuły.

## Historia
Miejscowość pierwotnie była związana z Wielkopolską. Istnieje co najmniej od drugiej połowy XIV wieku i ma średniowieczną metrykę. Dawniej wieś nazywała się Krzestkowice. Po raz pierwszy wieś odnotowana została w łacińskim dokumencie z 1388 gdzie zapisano ją pod nazwą "Crzestcovicze, Crzestkovicze", 1389 "Krzisthkovicze", 1389 "Crzecko[wo]", 1393 "Crestkowo", 1394-1395 "Krestkovicze, Crestcovicze", 1396 "Krzestkovo, Krzescovicze", 1399 "Krestcovyce", 1400 "Krzestcowice", 1403 "Cestcouice", 1420 "Krzeszkouicze", 1422-1423 "Crzesthkouicze, Crzesthcowicze", 1424 "Crzesskowo", 1429 "Crzesttkouicze", 1434 "Chrzysthcowo, Chrzesthcowo", 1465 (wg. zachowanej kopiiz XVIII wieku) błędnie "Trzeszkowice", 1502 "Crzesche[wo]", 1508 błędnie "Presthcowicze", 1509 błędnie "Trzesthakowycze", 1577 "Krzistowice", 1580 błędnie "Przestkowice".
Początkowo wieś była własnością książęcą, a później szlachecką leżącą w dobrach Trzciel i należącą do wielkopolskiej szlachty z rodu Krzestkowskich, którzy nosili odmiejscowe nazwisko Lwowskich utworzone od nazwy wsi. W 1435 miejscowość leżała w powiecie poznańskim województwa poznańskiego w Koronie Królestwa Polskiego. W latach 1413 i 1510 odnotowana w parafii Otorowo. Zachowała się bogata dokumentacja historyczna związana ze wsią.
Na przełomie XV i XVI wieku właścicielem we wsi był Gniewomir Krzestkowski ojciec Wojciecha zwanego Woszyk. Wspomniany został przy okazji kilku procesów majątkowych w latach 1388-1417. W 1388 sądził się o 60 grzywien z Mikołajem Sczekotem, prawdopodobnie osobą tożsamą z notowanym w innych źródłach Mikołajem lub Mikoszem Szczebiotem z Pożarowa koło Wronek. W latach 1396-1397 procesował się ze swą bratową Elżbietą oraz jej dziećmi. Elżbieta dowodziła przed sądem, że zapłaciła Gniewomirowi 30 grzywien za połowę folwarku kszeszkowickiego. W 1400 Gniewomir procesował się ze swym bratankiem Andrzejem dowodząc, że Piotr, ojciec Andrzeja, otrzymał od starosty dokument dotyczący przeniesienia własności. W latach 1402-1403 procesował się z Elżbietą ze Świączyna oraz jej mężem Dziersławem Świąckim o połowę niezidentyfikowanej wsi Pończyno, która położona była w okolicy. W 1403 zanotowano kolejny jego proces o połowę folwarku z bratankami Wojciechem, Janem oraz Elżbietą dziedzicami krzeszkowickimi. W 1403 procesował się z Przezdrewem Krzestkowskim, reprezentowanym w sądzie przez Jakuba z Bytynia, o 2,5 łana we wsi. W 1403 Gniewomirowi i Jadwidze z Sękowa koło Pniew przysądzono tę część wsi Pończyno, o którą procesował się Dziersław ze Świączyna. W 1403 Gniewomir Krzestkowski przegrał proces z Jadwigą o część wsi Pończyno. W 1405 wygrał proces ze swym bratankiem Andrzejem z Krzeszkowic o część wsi.
W latach 1421-1428 właścicielem we wsi był syn Gniewomira Wojciech Krzeszkowski zwany Woszyk. W 1423 Wojciech wraz ze swym stryjem Piotrem z Krzeszkowic jako świadkowie zeznali, że Jędrzej syn Piotra wraz z Gniewomirem i jego synem Wojciechem podzielili Krzyszkowo zgodnie z prawem i Wojciech wraz z ojcem posiadali część wsi 9 lat. Wśród świadków był Dziersław z Ceradza Starego współrodowiec Wojciecha. W 1427 Wojciech wystąpił w sądzie wraz z Florianem i Piotrem z Witkowic koło Szamotuł. W 1427 procesował się z kmieciami krzeszkowickimi. W 1436 Wojciech Krzestkowski zeznał w ramach usprawiedliwienia, że nie stanął przed sądem bo był ranny i chory, kiedy miał przysięgać kasztelanowi kamieńskiemu Dobrogostowi Koleńskiemu.
W 1435 Domarat wójt kostrzyński sprzedał Jarandowi 1/8 Krzeszkowic za 40 grzywien. W latach 1435-1445 właścicielem we wsi był Florian noszący odmiejscowe nazwisko Witkowski od Witkowic. W 1435 zakupił od Mikołaja Imielińskiego z Imielna i Imielenka koło Pobiedzisk w powiecie gnieźnieńskim 1/8 Krzeszkowic za 100 grzywien. W 1445 Przechna oraz jej syn Bartłomiej z Krzeszkowic zobowiązali się zapłacić, pod karą 7 grzywien, Adamowi plebanowi z Otorowa pewną sumę pieniędzy za dług Floriana Krzestkowskiego.
W latach 1446-1447 jako dziedzic we wsi odnotowany został Mikołaj Kucz z Krzeszkowic. W 1446 sprzedał z zastrzeżeniem prawa wykupu braciom niedzielnym Jakubowi oraz Drogomirowi z Krzeszkowic całą swoją część Krzeszkowic za 50 grzywien. W 1446 sprzedał z zastrzeżeniem prawa wykupu Marcinowi Jarogniewskiemu część wsi za 26 grzywien. W 1447 Mikołaj oddał mu swoją część Krzeszkowic wartości 40 grzywien szer. groszy, ponieważ nie miał pieniędzy na zwrot długu w tej kwocie. Woźny sądu ziemskiego miał wwiązać Marcina w tę część Krzeszkowic.
W 1450 Wincenty dziedzic krzeszkowicki zapisał Annie żonie swego syna Tomisława po 30 grzywien posagu oraz wiana na połowie Krzeszkowic. W latach 1450-1475 dziedzicem wsi był Tomisław, który w 1462 kupił od swego brata Stefana z Krzeszkowic część wsi za 40 grzywien. W 1465 zapisał on swojej żonie Marcie po 50 grzywien posagu oraz wiana na połowie dóbr jakie miał w Krzeszkowicach. W XV-XVI wieku właścicielami części wsi byli także Bytkowscy, Otorowscy, Kuczowie, Jarogniewscy, Buszewscy, Przystanowscy, Jaktorowscy, Krzestkowscy, Potuliccy i Wielżyńscy.
Miejscowość odnotowały także historyczne rejestry podatkowe dzięki, którym znamy stosunki własnościowe we wsi. W latach 1508-1509 pobrano podatki od 6 łanów oraz 6 groszy od karczmy. W 1563 od 6 łanów oraz od karczmy dorocznej. W 1577 płatnikiem poboru był wojewoda inowrocławski, płocki, brzesko-kujawski Piotr Potulicki herbu Grzymała. W 1580 Kasper Potulicki zapłacił od 10 półłanków, 4 zagrodników oraz od jednej kwarty. Został on odnotowany jako płatnik podatków również w roku 1583.
Wskutek II rozbioru Polski w 1793, miejscowość przeszła pod władanie Prus i jak cała Wielkopolska znalazła się w zaborze pruskim.
W latach 1975–1998 miejscowość administracyjnie należała do województwa poznańskiego. 